# Neil Hodgson
Neil Stuart Hodgson (Burnley, Lancashire, Inglaterra, 20 de noviembre de 1973) es un expiloto de motos británico que ganó el Campeonato Británico de Superbikes 2000 y los títulos del Campeonato del Mundo de Superbike 2003. Luego pasó a tener un moderadamente exitoso cuatro años en el Campeonato Americano de Superbike, con un mejor quinto lugar campeonato final.
Al principio de la estación 2010 Hodgson volvió al campeonato británico del Superbike con el equipo de Motorpoint Yamaha manejado por Rob McElnea. Sin embargo, el 22 de abril de 2010 Hodgson anunció su retiro de superbikes británicos y competencias competitivas de motocicleta, debido a una lesión en el hombro sufrida en un accidente de motocross durante la temporada anterior AMA. Hodgson agravó la lesión en la primera ronda del Campeonato Británico de Superbikes en el circuito de Brands Hatch Indy.
Hodgson ahora divide su tiempo entre la familia en la isla de Man mientras que trabaja como comentarista de la motocicleta que compite con y pundit del estudio de la TV, instructor del trackday de las carreras de camino y como embajador para las compañías de la motocicleta incluyendo Ducati.

## Juventud y vida privada
Hodgson nació en Burnley y vivió allí y en Nelson y Colne, Lancashire durante su juventud, asistiendo a la Ss John Fisher y la Thomas More RC High School. Tenía 6 años cuando empezó a montar en la bicicleta de su hermano en campos de juego en Brierfield, cerca de la casa de su abuela. Hodgson tiene una hija Hollie-Jean y un hijo Taylor. Vive en Onchan en la Isla de Man. Sus pasatiempos incluyen motocross, pruebas y ciclismo de montaña. Es simpatizante del Burnley F.C..

## Resultados

### Campeonato del Mundo de Motociclismo
Sistema de puntuación en 1992:
| Posición | 1.º | 2.º | 3.º | 4.º | 5.º | 6.º | 7.º | 8.º | 9.º | 10.º |
| Puntos   | 20  | 15  | 12  | 10  | 8   | 6   | 4   | 3   | 2   | 1    |

Sistema de puntuación de 1993 hasta 2022:
| Posición | 1.º | 2.º | 3.º | 4.º | 5.º | 6.º | 7.º | 8.º | 9.º | 10.º | 11.º | 12.º | 13.º | 14.º | 15.º |
| Puntos   | 25  | 20  | 16  | 13  | 11  | 10  | 9   | 8   | 7   | 6    | 5    | 4    | 3    | 2    | 1    |

#### Carreras Por Año
(Clave) (negrita indica pole position) (cursiva indica vuelta rápida)

| Año  | Clase  | Moto          | 1       | 2       | 3       | 4       | 5       | 6      | 7      | 8       | 9      | 10     | 11      | 12     | 13      | 14      | 15     | 16     | Pos  | Pts |
| ---- | ------ | ------------- | ------- | ------- | ------- | ------- | ------- | ------ | ------ | ------- | ------ | ------ | ------- | ------ | ------- | ------- | ------ | ------ | ---- | --- |
| 1992 | 125cc  | Honda         | JPN     | AUS     | MAL     | PA      | ITA     | EUR    | GER    | NED     | HUN    | FRA    | GBR 26  | BRA    | RSA     |         |        |        | NC   | 0   |
| 1993 | 125cc  | Honda         | AUS Ret | MAL Ret | JPN 16  | SPA 12  | AUT Ret | GER 24 | NED 15 | EUR 19  | RSM 20 | GBR 10 | CZE 11  | ITA 15 | USA 15  | FIM Ret |        |        | 24.º | 18  |
| 1994 | 125cc  | Honda         | AUS Ret | MAL 17  | JPN Ret | SPA Ret | AUT 27  | GER 16 | NED 18 | ITA Ret | FRA 20 | GBR 21 | CZE Ret | USA 22 |         |         |        |        | NC   | 0   |
| 1994 | 500cc  | Harris Yamaha |         |         |         |         |         |        |        |         |        |        |         |        | ARG 15  | EUR 16  |        |        | 32.º | 1   |
| 1995 | 500cc  | ROC Yamaha    | AUS 20  | MAL Ret | JPN 14  | SPA 12  | GER 14  | ITA 14 | NED 13 | FRA 8   | GBR 7  |        |         |        |         |         |        |        | 11.º | 54  |
| 1995 | 500cc  | Yamaha        |         |         |         |         |         |        |        |         |        | CZE 10 | BRA 11  | ARG 10 | EUR 9   |         |        |        | 11.º | 54  |
| 2004 | MotoGP | Ducati        | RSA Ret | SPA Ret | FRA Ret | ITA 11  | CAT 12  | NED 10 | BRA 16 | GER 13  | GBR 10 | CZE 11 | POR Ret | JPN 8  | QAT Ret | MAL Ret | AUS 18 | VAL 15 | 17.º | 38  |

### Campeonato Mundial de Superbikes

#### Por temporada
| Temp. | Cat. | Moto     | Equipo                | Carreras | Victorias | Podios | Poles | V.Rap. | Pts    | Pos  |
| ----- | ---- | -------- | --------------------- | -------- | --------- | ------ | ----- | ------ | ------ | ---- |
| 1996  | SBK  | Ducati   | Ducati Corse          | 20       | 0         | 1      | 0     | 0      | 122    | 10.º |
| 1997  | SBK  | Ducati   | Ducati Corse ADVF     | 22       | 0         | 0      | 1     | 0      | 137    | 9.º  |
| 1998  | SBK  | Kawasaki | Kawasaki Racing Team  | 24       | 0         | 0      | 0     | 0      | 124.5  | 11.º |
| 2000  | SBK  | Ducati   | INS Ducati/GSE Racing | 6        | 2         | 4      | 2     | 2      | 99     | 12.º |
| 2001  | SBK  | Ducati   | GSE Racing            | 25       | 1         | 7      | 4     | 1      | 269    | 5.º  |
| 2002  | SBK  | Ducati   | HM Plant Ducati       | 26       | 0         | 9      | 3     | 1      | 326    | 3.º  |
| 2003  | SBK  | Ducati   | Fila Ducati           | 24       | 13        | 20     | 6     | 10     | 489    | 1.º  |
| Total |      |          |                       | 147      | 16        | 41     | 16    | 14     | 1566.5 |      |

#### Carreras Por Año
(Clave) (negrita indica pole position) (cursiva indica vuelta rápida)

| Año  | Moto     | 1       | 1       | 2       | 2       | 3       | 3       | 4     | 4      | 5       | 5      | 6       | 6     | 7       | 7       | 8       | 8       | 9       | 9      | 10      | 10     | 11     | 11      | 12      | 12      | 13     | 13      | Pos. | Pts   |
| Año  | Moto     | R1      | R2      | R1      | R2      | R1      | R2      | R1    | R2     | R1      | R2     | R1      | R2    | R1      | R2      | R1      | R2      | R1      | R2     | R1      | R2     | R1     | R2      | R1      | R2      | R1     | R2      | Pos. | Pts   |
| ---- | -------- | ------- | ------- | ------- | ------- | ------- | ------- | ----- | ------ | ------- | ------ | ------- | ----- | ------- | ------- | ------- | ------- | ------- | ------ | ------- | ------ | ------ | ------- | ------- | ------- | ------ | ------- | ---- | ----- |
| 1996 | Ducati   | SMR 12  | SMR Ret | GBR DNS | GBR DNS | GER DNS | GER DNS | ITA 6 | ITA 9  | CZE 11  | CZE 4  | USA 3   | USA 9 | EUR 8   | EUR Ret | INA Ret | INA 8   | JPN 13  | JPN 14 | NED 7   | NED 6  | SPA 8  | SPA 8   | AUS Ret | AUS 12  |        |         | 10.º | 122   |
| 1997 | Ducati   | AUS Ret | AUS Ret | SMR 7   | SMR 4   | GBR 4   | GBR 9   | GER 6 | GER 8  | ITA     | ITA    | USA Ret | USA 9 | EUR 4   | EUR 6   | AUT 8   | AUT Ret | NED 5   | NED 5  | SPA Ret | SPA 8  | JPN 18 | JPN Ret | INA Ret | INA 7   |        |         | 9.º  | 137   |
| 1998 | Kawasaki | AUS 8   | AUS Ret | GBR 12  | GBR Ret | ITA 4   | ITA 7   | SPA 7 | SPA 14 | GER Ret | GER 11 | SMR 7   | SMR 8 | RSA Ret | RSA Ret | USA 9   | USA 6   | EUR Ret | EUR 9  | AUT 8   | AUT 10 | NED 10 | NED 9   | JPN 6   | JPN 16  |        |         | 11.º | 124,5 |
| 2000 | Ducati   | RSA     | RSA     | AUS     | AUS     | JPN     | JPN     | GBR 3 | GBR 1  | ITA     | ITA    | GER     | GER   | SMR     | SMR     | SPA     | SPA     | USA     | USA    | EUR 2   | EUR 1  | NED    | NED     | GER     | GER     | GBR 4  | GBR Ret | 12.º | 99    |
| 2001 | Ducati   | SPA Ret | SPA 5   | RSA Ret | RSA 4   | AUS 11  | AUS C   | JPN 7 | JPN 5  | ITA Ret | ITA 7  | GBR 1   | GBR 2 | GER 8   | GER 2   | SMR 6   | SMR 16  | USA 2   | USA 3  | EUR 2   | EUR 2  | GER 7  | GER 10  | NED 5   | NED 5   | ITA 10 | ITA 7   | 5.º  | 269   |
| 2002 | Ducati   | SPA 6   | SPA 5   | AUS 5   | AUS 4   | RSA 5   | RSA 4   | JPN 4 | JPN 3  | ITA 2   | ITA 4  | GBR 3   | GBR 6 | GER Ret | GER 8   | SMR 3   | SMR 4   | USA 5   | USA 3  | GBR 2   | GBR 3  | GER 3  | GER 3   | NED Ret | NED 4   | ITA 4  | ITA 5   | 3.º  | 326   |
| 2003 | Ducati   | SPA 1   | SPA 1   | AUS 1   | AUS 1   | JPN 1   | JPN 1   | ITA 1 | ITA 1  | GER 1   | GER 2  | GBR 1   | GBR 1 | SMR Ret | SMR 2   | USA 2   | USA 2   | GBR 2   | GBR 5  | NED 2   | NED 1  | ITA 2  | ITA 4   | FRA 1   | FRA Ret |        |         | 1.º  | 489   |